# James Harrison Wilson
Pour les articles homonymes, voir James Harrison.
James Harrison Wilson (né le 2 septembre 1837 à Shawneetown, État de l'Illinois, et décédé le 23 février 1925 à Wilmington, État du Delaware) est un major-général de l'Union. Il est enterré à Wilmington.

## Avant la guerre de Sécession
James Harrison Wilson est diplômé de l'académie militaire de West Point en 1860 et est breveté second lieutenant dans le corps des ingénieurs topographes le 1er juillet 1860,. Il est promu second lieutenant le 10 juin 1861.

## Guerre de Sécession
James Harrison Wilson est promu premier lieutenant le 9 septembre 1861. En tant qu'ingénieur topographe, il participe à la force expéditionnaire de Port Royal  en septembre 1861 et mars 1862. Il est breveté commandant le 11 avril 1862 pour bravoure et service méritant lors de la capture du Fort Pulaski.  Il est affecté en tant qu'aide de camp du major général McClellan dans l'armée du Potomac à partir d'avril 1862 jusqu'à la campagne du Maryland. Il est nommé lieutenant-colonel des volontaires le 8 novembre 1862.
Il est promu capitaine le 7 mai 1863 dans l'armée régulière. Il est transféré dans l'armée du Tennessee en tant qu'ingénieur topographe et inspecteur général pendant la campagne de Vicksburg sous les ordres du général Grant. Il est nommé brigadier-général des volontaires le 30 octobre 1863 et est affecté auprès du général Sherman en tant qu'ingénieur en chef,. Il est breveté lieutenant-colonel le 24 novembre 1863 pour bravoure et service méritant lors de la bataille de Chattanooga.
James H. Wilson est alors affecté au bureau de la cavalerie à Washington D.C. où il milite pour que la cavalerie soit équipée du fusil à chargement rapide Spencer.
Il commande la troisième division de cavalerie sous les ordres du général Philip Sheridan, avec qui  il participe aux combats de cavalerie du printemps et de l'été 1864.
Il est breveté colonel le 5 mai 1864 — pour les mêmes motifs — lors de la bataille de la Wilderness. Il commande 17 000 cavaliers lors des combats contre l'armée du Tennessee commandée par le général confédéré John Bell Hood. Il participe à sa destruction lors des batailles de Franklin et de Nashville.
À la fin de juin 1864, au début de la campagne de Richmond-Petersburg, un raid de cavalerie de l'Union sous les ordres des brigadiers généraux James H. Wilson et August Kautz doit couper les chemins de fer entre Lynchburg, en Virginie, et le centre de ravitaillement ferroviaire essentiel confédéré à Petersburg. Alors que le raid a l'effet escompté en perturbant les communications ferroviaires confédérées pendant plusieurs semaines, les forces du raid perdent une bonne partie de l'artillerie, tous leurs trains d'approvisionnement, et près d'un tiers des hommes, surtout faits prisonniers par les confédérés.
Il est breveté major-général des volontaires le 5 octobre 1864. Il est affecté à la division militaire du Mississippi et commande le corps de cavalerie sous les ordres du général Sherman. Il dirige alors 13 500 cavaliers lors de l'invasion de l'Alabama, avec comme objectif stratégique la prise de l'arsenal confédéré de Selma. Il mène ses troupes sur près de 500 km en douze jours et défait le général Nathan Bedford Forrest lors de la bataille d'Ebenezer Church puis, deux jours plus tard, à la bataille de Selma. Le 12 avril 1865, il capture Montgomery (la capitale de l'État), puis Columbus (Géorgie). Le raid de Wilson se termine après avoir fait prisonniers environ 7 000 soldats et pris 300 canons à l'ennemi.
Le 13 mars 1865, il est breveté brigadier-général pour bravoure et service méritant lors de la bataille de Nashville et major-général pour la capture de Selma.
Il est nommé major-général des volontaires le 6 mai 1865.

## Après la guerre
James Harrison Wilson quitte le service actif des volontaires le 6 janvier 1866. Il reste dans l'armée régulière et est promu lieutenant-colonel le 28 juillet 1866 alors qu'il est affecté dans le 35th U.S. infantry. Il dirige des projets le long du Mississippi. Il quitte l'armée en décembre 1870 et travaille en tant qu'ingénieur dans la construction ferroviaire.
Le 4 mai 1898, il est à nouveau nommé major-général des volontaires, puis brigadier-général des volontaires du 12 avril 1899 au 2 mars 1901. Il participe alors à la guerre hispano-américaine à Puerto Rico et Cuba. En 1900, il est envoyé en Chine pour lutter contre la révolte des Boxers. Il est nommé brigadier-général de l'armée régulière le 11 février 1901. Il part en retraite le 2 mars 1901.